# Osleidys Menéndez Sáez
Osleidys Menéndez Sáez (Martí, província de Matanzas, Cuba, 14 de novembre de 1979) és una atleta cubana, ja retirada, especialista en llançament de javelina.
Fou considerada la millor javalinista del món, millorant el rècord del món de l'especialitat en dues ocasions, el 2001 i 2005 fins a situar-lo en 71,70 metres. Va ser campiona olímpica a Atenes 2004 i medalla de bronze a Sydney 2000. Es proclamà dues vegades campiona del món, el 2001 i 2005. També guanyà dues medalles d'or i una de bronze als Jocs Panamericans; així com una medalla d'or a les Universíades del 2001.
El 2022 desertà de Cuba, descontenta pel tracte rebut i amb intenció d'entrenar als Estats Units.